# Bebo Valdés

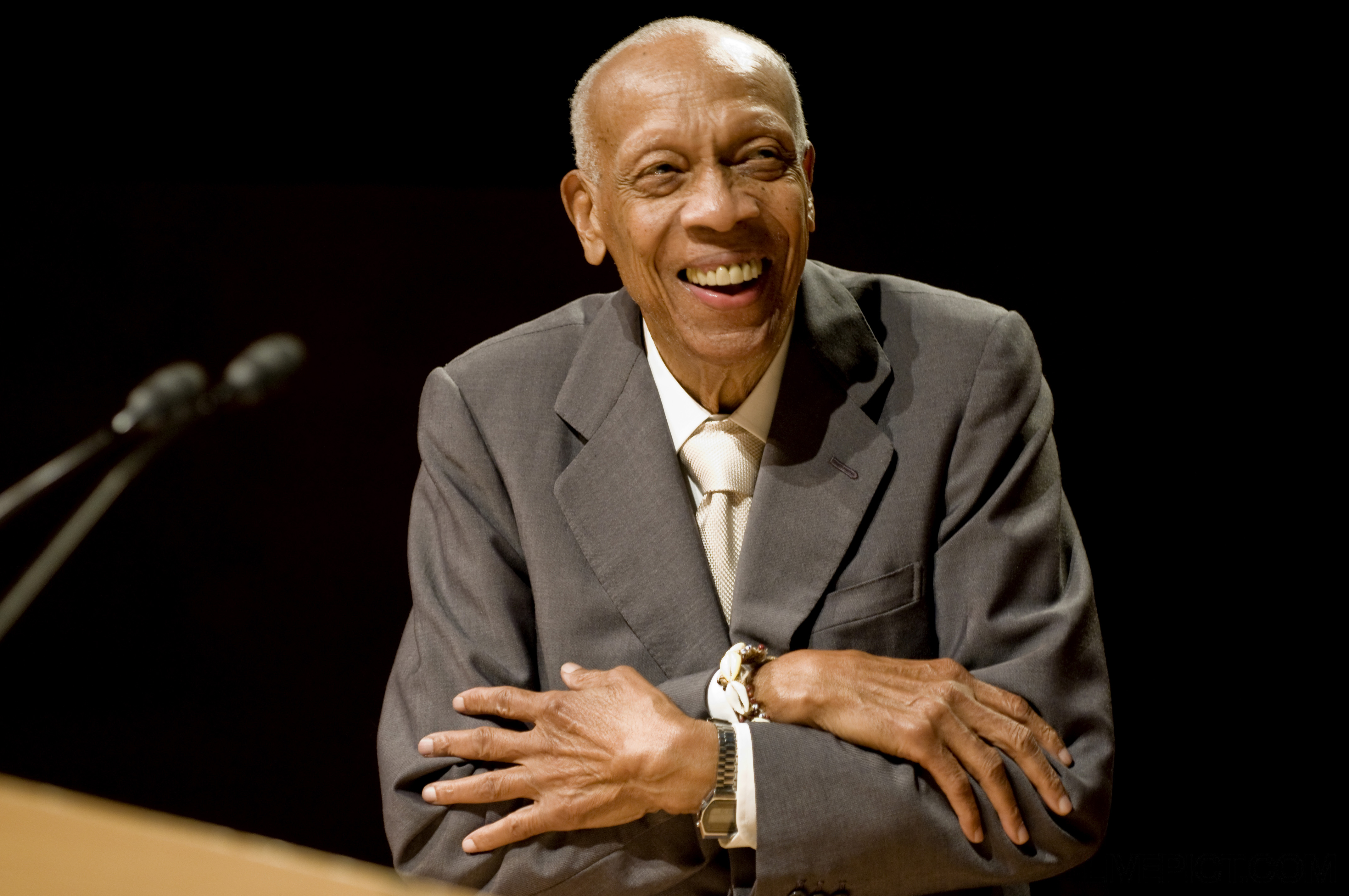
Bebo Valdés in 2008

Bebo Valdés (Quivicán, 19 oktober 1918 – Stockholm, 22 maart 2013) was een Cubaanse jazzpianist, componist en arrangeur. Hij was de vader van pianist Chucho Valdés.
Valdés begon zijn carrière als pianist in de nachtclubs van Havana in de jaren 1940. Van 1948 tot 1957 werkte hij als pianist en arrangeur voor de vedette Rita Montaner, die de hoofdact in het Tropicana cabaret was. Zijn orkest, Sabor de Cuba, en dat van Armando Valdés traden daar afwisselend op, met zangers als Benny Moré en Pío Leiva. Valdés speelde ook een rol in de ontwikkeling van de mambo tijdens de jaren 1950, en hij ontwikkelde de Batanga, een nieuw ritme om te concurreren met Pérez Prado's mambo. Valdés was ook een belangrijke figuur in de Cubaanse jazz en nam in opdracht van de Amerikaanse producer Norman Granz deel aan de Cubaanse jazzsessies van Panart. In de late jaren 1950 maakte hij opnames met Nat King Cole, en in 1960 vluchtte hij samen met zijn zangeres Rolando La Serie uit Cuba naar Mexico. Hij woonde kort in de Verenigde Staten voor hij in Europa begon te toeren, en vestigde zich uiteindelijk in Stockholm, waar hij tot 2007 bleef. In Zweden speelde hij een belangrijke rol in het verspreiden van de Cubaanse muziek en de latin jazz.
Na 34 jaar geen enkele opname te hebben gemaakt, nam hij in 1994 het album Bebo rides again op. Hernieuwd wereldwijd succes kwam in 2003 met het album dat hij opnam samen met de Spaanse zanger Diego 'El Cigala', Bebo & Cigala: Lágrimas negras. Ondanks zijn hoge leeftijd spreidde hij hierop nog altijd een fenomenale virtuositeit tentoon.
In maart 2013 stierf Bebo Valdés in Stockholm aan een longontsteking. Hij was 94 jaar oud.

## Discografie
- 1952: Con Poco Coco
- 1955:	Mambo Caliente, Mambo Riff
- 1957:	Me Recordarás, Solo Contigo Basta
- 1957:	Dile a Catalina, Tumbao, special del Bebo
- 1959: Cuban Dance Party
- 1992:	Todo Ritmo
- 1994:	Bebo Rides Again
- 1995:	Mucho Sabor
- 2001:	El Arte del Sabor
- 2001:	Descargas del Bebo
- 2003:	Blanco y Negro
- 2004:	El Manisero
- 2004:	Gaupacha con Bebo Valdés y sus amigos
- 2004:	We Could Make Such Beautiful Music Together
- 2004:	Descarga Caliente
- 2004:	Lágrimas negras
- 2005:	Bebo de Cuba
- 2006:	Bebo
- 2007:	Sabor de Cuba
- 2007:	Bebo and Cachao
- 2007:	Live at the Village Vanguard
- 2008:	Blanco y Negro en Vivo
- 2008:	Juntos Para Siempre
- 2008:	Todo Ritmo
- 2009:	Dinastia Valdés
- 2011:	Chico & Rita

- Biblioteca Nacional de España: XX887072
- Bibliothèque nationale de France: cb14036256z (data)
- Catàleg d'autoritats de noms i títols de Catalunya: 981058530451106706
- Gemeinsame Normdatei: 134949846
- International Standard Name Identifier: 0000 0000 7977 3014
- Library of Congress Control Number: n93073066
- MusicBrainz: 4034bdc9-e19d-4f70-8603-4c01aa2e89cb
- Nationale Bibliotheek van Tsjechië: mzk2013775177
- Istituto Centrale per il Catalogo Unico: UBOV943651
- LIBRIS: 361767
- Système universitaire de documentation: 085267120
- Virtual International Authority File: 69130051
- WorldCat: E39PBJtcCJVhkHtVGQPJBYRBT3